# 9e étape du Tour de France 2000
Pour un article plus général, voir Tour de France 2000.
La 9e étape du Tour de France 2000 du 9 juillet 2000 s'est déroulée entre les villes d'Agen et de Dax sur une distance de 181 km.

## Classement de l'étape
| \| Classement de l'étape \| Classement de l'étape \| Classement de l'étape \| Classement de l'étape \| Classement de l'étape \| \| Coureur \| Coureur \| Pays \| Équipe \| Temps \| \| --------------------- \| --------------------- \| --------------------- \| ------------------------ \| --------------------- \| \| 1er \| Paolo Bettini \| Italie \| Mapei-Quick Step \| 4 h 29 min 06 s \| \| 2e \| Geert Verheyen \| Belgique \| Lotto-Adecco \| + 0 s \| \| 3e \| José Ángel Vidal \| Espagne \| Kelme-Costa Blanca \| + 0 s \| \| 4e \| Didier Rous \| France \| Bonjour-Toupargel \| + 0 s \| \| 5e \| Erik Zabel \| Allemagne \| Deutsche Telekom \| + 0 s \| \| 6e \| Romāns Vainšteins \| Lettonie \| Vini Caldirola-Sidermec \| + 0 s \| \| 7e \| Enrico Cassani \| Italie \| Polti \| + 0 s \| \| 8e \| Arvis Piziks \| Lettonie \| Memory Card-Jack & Jones \| + 0 s \| \| 9e \| Stefano Zanini \| Italie \| Mapei-Quick Step \| + 0 s \| \| 10e \| Zoran Klemenčič \| Slovénie \| Vini Caldirola-Sidermec \| + 0 s \| |                   |           |                          |                 |
| |                   |           |                          |                 |
| |                   |           |                          |                 |
| Classement de l'étape |                   |           |                          |                 |
| Coureur | Coureur           | Pays      | Équipe                   | Temps           |
| 1er | Paolo Bettini     | Italie    | Mapei-Quick Step         | 4 h 29 min 06 s |
| 2e | Geert Verheyen    | Belgique  | Lotto-Adecco             | + 0 s           |
| 3e | José Ángel Vidal  | Espagne   | Kelme-Costa Blanca       | + 0 s           |
| 4e | Didier Rous       | France    | Bonjour-Toupargel        | + 0 s           |
| 5e | Erik Zabel        | Allemagne | Deutsche Telekom         | + 0 s           |
| 6e | Romāns Vainšteins | Lettonie  | Vini Caldirola-Sidermec  | + 0 s           |
| 7e | Enrico Cassani    | Italie    | Polti                    | + 0 s           |
| 8e | Arvis Piziks      | Lettonie  | Memory Card-Jack & Jones | + 0 s           |
| 9e | Stefano Zanini    | Italie    | Mapei-Quick Step         | + 0 s           |
| 10e | Zoran Klemenčič   | Slovénie  | Vini Caldirola-Sidermec  | + 0 s           |

## Classement général
À la suite de cette étape disputée au sprint, l'Italien Alberto Elli (Deutsche Telekom) converse la tête du classement général. Le porteur du maillot jaune devance toujours le Français Fabrice Gougot (Crédit Agricole) de douze secondes et le Belge Marc Wauters (Rabobank) de plus d'une minute.
| \| Classement général \| Classement général \| Classement général \| Classement général \| Classement général \| \| Coureur \| Coureur \| Pays \| Équipe \| Temps \| \| ------------------ \| ------------------ \| ------------------ \| ------------------------ \| ------------------ \| \| 1er \| Alberto Elli \| Italie \| Deutsche Telekom \| 33 h 08 min 34 s \| \| 2e \| Fabrice Gougot \| France \| Crédit Agricole \| + 12 s \| \| 3e \| Marc Wauters \| Belgique \| Rabobank \| + 1 min 15 s \| \| 4e \| Pascal Chanteur \| France \| AG2R Prévoyance \| + 2 min 56 s \| \| 5e \| José Luis Arrieta \| Espagne \| Banesto \| + 3 min 08 s \| \| 6e \| Jacky Durand \| France \| Lotto-Adecco \| + 3 min 17 s \| \| 7e \| Jens Voigt \| Allemagne \| Crédit Agricole \| + 3 min 17 s \| \| 8e \| Salvatore Commesso \| Italie \| Saeco-Valli & Valli \| + 3 min 52 s \| \| 9e \| Servais Knaven \| Pays-Bas \| Farm Frites \| + 4 min 31 s \| \| 10e \| Arvis Piziks \| Lettonie \| Memory Card-Jack & Jones \| + 4 min 38 s \| |                    |           |                          |                  |
| |                    |           |                          |                  |
| |                    |           |                          |                  |
| Classement général |                    |           |                          |                  |
| Coureur | Coureur            | Pays      | Équipe                   | Temps            |
| 1er | Alberto Elli       | Italie    | Deutsche Telekom         | 33 h 08 min 34 s |
| 2e | Fabrice Gougot     | France    | Crédit Agricole          | + 12 s           |
| 3e | Marc Wauters       | Belgique  | Rabobank                 | + 1 min 15 s     |
| 4e | Pascal Chanteur    | France    | AG2R Prévoyance          | + 2 min 56 s     |
| 5e | José Luis Arrieta  | Espagne   | Banesto                  | + 3 min 08 s     |
| 6e | Jacky Durand       | France    | Lotto-Adecco             | + 3 min 17 s     |
| 7e | Jens Voigt         | Allemagne | Crédit Agricole          | + 3 min 17 s     |
| 8e | Salvatore Commesso | Italie    | Saeco-Valli & Valli      | + 3 min 52 s     |
| 9e | Servais Knaven     | Pays-Bas  | Farm Frites              | + 4 min 31 s     |
| 10e | Arvis Piziks       | Lettonie  | Memory Card-Jack & Jones | + 4 min 38 s     |

## Classements annexes
| Classement par points | Classement par points | Classement par points | Classement par points   | Classement par points |
| Coureur               | Coureur               | Pays                  | Équipe                  | Points                |
| --------------------- | --------------------- | --------------------- | ----------------------- | --------------------- |
| 1er                   | Erik Zabel            | Allemagne             | Deutsche Telekom        | 165 pts               |
| 2e                    | Marcel Wüst           | Allemagne             | Festina                 | 152 pts               |
| 3e                    | Tom Steels            | Belgique              | Mapei-Quick Step        | 111 pts               |
| 4e                    | Romāns Vainšteins     | Lettonie              | Vini Caldirola-Sidermec | 102 pts               |
| 5e                    | Emmanuel Magnien      | France                | La Française des jeux   | 84 pts                |

| Classement par points | Classement par points | Classement par points | Classement par points   | Classement par points |
| Coureur               | Coureur               | Pays                  | Équipe                  | Points                |
| --------------------- | --------------------- | --------------------- | ----------------------- | --------------------- |
| 1er                   | Erik Zabel            | Allemagne             | Deutsche Telekom        | 165 pts               |
| 2e                    | Marcel Wüst           | Allemagne             | Festina                 | 152 pts               |
| 3e                    | Tom Steels            | Belgique              | Mapei-Quick Step        | 111 pts               |
| 4e                    | Romāns Vainšteins     | Lettonie              | Vini Caldirola-Sidermec | 102 pts               |
| 5e                    | Emmanuel Magnien      | France                | La Française des jeux   | 84 pts                |

| Classement de la montagne | Classement de la montagne | Classement de la montagne | Classement de la montagne | Classement de la montagne |
| Coureur                   | Coureur                   | Pays                      | Équipe                    | Points                    |
| ------------------------- | ------------------------- | ------------------------- | ------------------------- | ------------------------- |
| 1er                       | Erik Dekker               | Pays-Bas                  | Rabobank                  | 29 pts                    |
| 2e                        | Paolo Bettini             | Italie                    | Mapei-Quick Step          | 28 pts                    |
| 3e                        | Sébastien Demarbaix       | Belgique                  | Lotto-Adecco              | 10 pts                    |
| 4e                        | Markus Zberg              | Suisse                    | Rabobank                  | 8 pts                     |
| 5e                        | Bart Voskamp              | Pays-Bas                  | Polti                     | 6 pts                     |

| Classement de la montagne | Classement de la montagne | Classement de la montagne | Classement de la montagne | Classement de la montagne |
| Coureur                   | Coureur                   | Pays                      | Équipe                    | Points                    |
| ------------------------- | ------------------------- | ------------------------- | ------------------------- | ------------------------- |
| 1er                       | Erik Dekker               | Pays-Bas                  | Rabobank                  | 29 pts                    |
| 2e                        | Paolo Bettini             | Italie                    | Mapei-Quick Step          | 28 pts                    |
| 3e                        | Sébastien Demarbaix       | Belgique                  | Lotto-Adecco              | 10 pts                    |
| 4e                        | Markus Zberg              | Suisse                    | Rabobank                  | 8 pts                     |
| 5e                        | Bart Voskamp              | Pays-Bas                  | Polti                     | 6 pts                     |

| Classement du meilleur jeune | Classement du meilleur jeune | Classement du meilleur jeune | Classement du meilleur jeune | Classement du meilleur jeune |
| Coureur                      | Coureur                      | Pays                         | Équipe                       | Temps                        |
| ---------------------------- | ---------------------------- | ---------------------------- | ---------------------------- | ---------------------------- |
| 1er                          | Salvatore Commesso           | Italie                       | Saeco-Valli & Valli          | 33 h 12 min 26 s             |
| 2e                           | David Cañada                 | Espagne                      | ONCE-Deutsche Bank           | + 2 min 00 s                 |
| 3e                           | José Iván Gutiérrez          | Espagne                      | ONCE-Deutsche Bank           | + 2 min 37 s                 |
| 4e                           | Dario Pieri                  | Italie                       | Saeco-Valli & Valli          | + 3 min 42 s                 |
| 5e                           | Magnus Bäckstedt             | Suède                        | Crédit Agricole              | + 4 min 07 s                 |

| Classement du meilleur jeune | Classement du meilleur jeune | Classement du meilleur jeune | Classement du meilleur jeune | Classement du meilleur jeune |
| Coureur                      | Coureur                      | Pays                         | Équipe                       | Temps                        |
| ---------------------------- | ---------------------------- | ---------------------------- | ---------------------------- | ---------------------------- |
| 1er                          | Salvatore Commesso           | Italie                       | Saeco-Valli & Valli          | 33 h 12 min 26 s             |
| 2e                           | David Cañada                 | Espagne                      | ONCE-Deutsche Bank           | + 2 min 00 s                 |
| 3e                           | José Iván Gutiérrez          | Espagne                      | ONCE-Deutsche Bank           | + 2 min 37 s                 |
| 4e                           | Dario Pieri                  | Italie                       | Saeco-Valli & Valli          | + 3 min 42 s                 |
| 5e                           | Magnus Bäckstedt             | Suède                        | Crédit Agricole              | + 4 min 07 s                 |

| Classement par équipes | Classement par équipes   | Classement par équipes | Classement par équipes |
| Équipe                 | Équipe                   | Pays                   | Temps                  |
| ---------------------- | ------------------------ | ---------------------- | ---------------------- |
| 1re                    | Rabobank                 | Pays-Bas               | 99 h 18 min 16 s       |
| 2e                     | Deutsche Telekom         | Allemagne              | + 17 min 48 s          |
| 3e                     | Crédit Agricole          | France                 | + 18 min 50 s          |
| 4e                     | Memory Card-Jack & Jones | Danemark               | + 22 min 43 s          |
| 5e                     | ONCE-Deutsche Bank       | Espagne                | + 25 min 01 s          |

| Classement par équipes | Classement par équipes   | Classement par équipes | Classement par équipes |
| Équipe                 | Équipe                   | Pays                   | Temps                  |
| ---------------------- | ------------------------ | ---------------------- | ---------------------- |
| 1re                    | Rabobank                 | Pays-Bas               | 99 h 18 min 16 s       |
| 2e                     | Deutsche Telekom         | Allemagne              | + 17 min 48 s          |
| 3e                     | Crédit Agricole          | France                 | + 18 min 50 s          |
| 4e                     | Memory Card-Jack & Jones | Danemark               | + 22 min 43 s          |
| 5e                     | ONCE-Deutsche Bank       | Espagne                | + 25 min 01 s          |